# Himerarctia griseipennis
Himerarctia griseipennis är en fjärilsart som beskrevs av Rothschild 1909. Himerarctia griseipennis ingår i släktet Himerarctia och familjen björnspinnare. Inga underarter finns listade i Catalogue of Life.